# Eugen Richter
Eugenio Richter (Düsseldorf, 30 luglio 1838 – Groß-Lichterfelde, 10 marzo 1906) è stato un politico tedesco del Partito del Progresso Tedesco, del Partito Liberale Tedesco e del Partito Popolare Liberale, e pubblicista al tempo dell'Impero tedesco.
È considerato uno dei migliori retori della Camera dei rappresentanti prussiana e del Reichstag tedesco. All'epoca Richter fu uno dei primi politici professionisti e un rappresentante coerente del liberalismo di Manchester in Germania.

## Vita

### Infanzia
Eugen Richter nacque dalla coppia di coniugi Adolph Leopold Richter (1798-1876) e Bertha Richter, nata Maurenbrecher. Come il nonno, anche il padre era un medico militare, medico del reggimento prussiano di Düsseldorf fino al 1848 e poi medico generale a Coblenza. Sua madre proveniva da una famiglia di postini di lunga data a Düsseldorf. Tra i suoi parenti c'erano Adolf Richter, presidente della Società tedesca per la pace, e suo cugino, lo storico Wilhelm Maurenbrecher, che, a differenza di Richter, fu un convinto sostenitore di Bismarck. A Düsseldorf, frequentò la scuola privata Krumbach'sche fino alla quinta elementare e poi, quando la famiglia si trasferì, il locale ginnasio a Coblenza, dove ebbe come compagni di scuola i suoi futuri colleghi parlamentari del Partito di Centro, Karl von Huene e Hermann Mosler. Nel 1855, quando gli fu affidato l'incarico di pronunciare un discorso in occasione del compleanno del re prussiano Federico Guglielmo IV, cercò di "inserire qualcosa sui diritti costituzionali e sulle libertà ancestrali con riferimento a svizzeri ed olandesi".

### Formazione e lavoro
Nel semestre invernale del 1856 Eugen Richter iniziò a studiare diritto e scienze cameralistiche all'Università di Bonn. Già nel semestre estivo del 1857 si trasferì all'Università di Heidelberg, dove rimase per tre semestri e, in particolare, frequentò le lezioni di Karl Heinrich Rau, i suoi collegi e le esercitazioni seminariali. "Lì appartenne presto a una ristretta cerchia di cameralisti di Baden che si incontravano nello studio di Rau e discutevano a fondo di questioni economiche". Scrisse articoli, come quelli sulla crisi monetaria del 1857 e sulla sospensione delle leggi sull'usura, che offrì ai giornali per la pubblicazione. Nel semestre invernale 1858-1859 studiò legge all'Università Friedrich Wilhelm di Berlino, sotto la guida di Gneist. Nel semestre estivo completa i suoi studi presso la Rheinische Friedrich-Wilhelms-Universität Bonn.
La teoria dello stato di diritto di Robert von Mohl e la visione dell'economia nazionale di Karl Heinrich Rau esercitarono su di lui un'influenza duratura.
Richter partecipò ai congressi degli economisti tedeschi dal 1858 al 1865. Qui conobbe Hermann Schulze-Delitzsch, Karl Braun (politico, 1822), Lette, Hermann Becker (detto il 'Becker rosso'), Prince-Smith, Faucher, Engel, Max Wirth e altri. Attraverso Hermann Schulze-Delitzsch divenne sostenitore della sua idea cooperativa e scrisse un opuscolo a suo nome. Nel 1863 prese parte come delegato al primo Congresso delle associazioni operaie tedesche e vide qui per la prima volta il suo futuro avversario politico August Bebel.
Durante la sua formazione nel servizio giudiziario prussiano, nel 1862 scrisse a Düsseldorf un opuscolo su La libertà del commercio delle licenze (Die Freiheit des Schankgewerbes), in cui sosteneva la riforma della polizia commerciale prussiana. Questa pubblicazione, così come il contributo Eine Magdeburger Spukgeschichte pubblicato nella "Niederrheinische(n) Volks-Zeitung" nel 1862, attirò l'attenzione dei suoi superiori e portò a provvedimenti disciplinari. Quando le autorità rifiutarono la sua elezione a sindaco di Neuwied e fu trasferito a Bromberg senza stipendio nel 1864, si dimise volontariamente dal servizio governativo. Nel dicembre 1864 aveva superato l'esame di ispettore governativo.
Su insistenza dei genitori, all'inizio non si dedicò al giornalismo, ma nel 1865 accettò un lavoro come operaio non qualificato presso la "Magdeburger Feuerversicherung" (Assicurazione contro gli incendi di Magdeburgo), dove si occupò del lavoro di stampa e sostenne il "Neuer Magdeburger Verbraucherverein" di Magdeburgo. Nel luglio 1865, una riunione del Partito del Progresso di Colonia fu sciolta dal ministro degli Interni, il conte Friedrich zu Eulenburg, e Richter partecipò anche a una riunione di protesta dell'Associazione dei cittadini di Magdeburgo. Tra le altre pubblicazioni, Richter ha scritto per il Blätter für Genossenschaftswesen. All'inizio del 1866 tornò a Berlino, dove visse esclusivamente del suo lavoro di giornalista. Allo stesso tempo, Richter è stato eletto nel "Comitato centrale per le elezioni del Reichstag di Berlino. Si può presumere che, a questo punto, fosse già membro del Partito del Progresso Tedesco.

## Le opinioni politiche di Richter
Durante tutta la sua attività politica, Eugen Richter rappresentò le posizioni del manchesterismo, indipendentemente dagli sviluppi sociali o politici, e subordinò ogni questione finanziaria o socio-politica a questa massima: "Nella libertà, l'egoismo trova una barriera nell'egoismo degli altri. Chi vuole vendere nel modo più vantaggioso possibile trova un ostacolo negli sforzi di chi vuole comprare nel modo più vantaggioso possibile. Se l'uno è lasciato libero con l'altro, entrambi devono subordinare il proprio egoismo all'interesse comune". Richter diceva che il "piccolo operaio" cerca di diventare un "piccolo imprenditore", "dal piccolo ad un imprenditore più grande" e dopo aver comprato una casa e altro "non si sottrae alla prospettiva di arrivare alla fine al livello di un capitalista. (...) Anche Borsig, il milionario, in origine era un uomo così piccolo".
Richter sostenne la monarchia costituzionale ed i diritti del Parlamento in materia di bilancio, nonché la responsabilità dei ministri. La sua specialità furono le delibere di bilancio, nelle quali mostrava ai ministri i loro errori anno dopo anno. Controllò meticolosamente ogni singola voce di bilancio, e la scoperta di voci di bilancio camuffate come il "capitano impagliato" (1870) in Prussia lo rese famoso. Parlò del "Pfennig del contribuente", e Franz Mehring lo definì un "calcolatore". Il suo principale campo di attività fu il dibattito sul bilancio ed in particolare la politica fiscale. Fu l'unico a far votare il suo gruppo parlamentare contro le riforme fiscali di Johannes von Miquel, che garantivano entrate eccessive allo Stato. Per ragioni di principio, si oppose alla politica tariffaria protettiva di Bismarck. Non rifiutò fondamentalmente l'inizio dell'espansione coloniale del Reich tedesco, ma fu ispirato dai benefici economici. Criticò, infatti, l'acquisizione del “buco di sabbia Angra-Pequena” (Africa sudoccidentale), in quanto gli argomenti economici e vantaggi per il Reich tedesco erano più importanti delle considerazioni politiche di base. Rifiutò quasi tutte le leggi sociali di Bismarck. Fu "insensibile a tutte le questioni relative al potere statale, come i problemi sociali, e si opponeva a qualsiasi espansione dei poteri statali".
Il suo principale avversario fu il cancelliere Otto von Bismarck. la legge sull'indennizzo del 1866, che garantì a Bismarck l'immunità giudiziaria, mise il Partito del Progresso, fondato nel 1861, "all'ombra dei più potenti nazional-liberali". Anche prima della svolta di Bismarck verso una politica economica e sociale conservatrice, "(egli) rese impossibile unire le forze con i nazional-liberali". La costante contestazione di Richter spinse una volta il Cancelliere a minacciare di lasciare l'aula non appena Richter avesse preso la parola, "perché l'odore di opposizione che circonda l'intera persona mi fa saltare i nervi". Richter giudicò male l'obiettivo di Bismarck di indebolire sia la socialdemocrazia che i liberali. Il Partito del progresso perse nove seggi alle elezioni del Reichstag del 1878.
Oltre a Bismarck, combatté, come secondo oppositore principale, il movimento operaio socialista in via di sviluppo ed il giovane Partito socialdemocratico. Nel suo saggio "Il Partito del Progresso e la socialdemocrazia" (in tedesco: Die Fortschrittspartei und Sozialdemokratie) chiarì quale fosse l'obiettivo del suo partito: 
(Eugen Richter, "Die Fortschrittspartei und Sozialdemokratie, S. 31")
Un volantino del Partito del Progresso dice: "Loro (cioè i socialdemocratici) vogliono abolire la proprietà personale".
Rifiutò sistematicamente le leggi eccezionali. Rifiutò anche il Kulturkampf contro la Chiesa cattolica, le leggi speciali contro gli ebrei richieste dagli antisemiti, le leggi gesuitiche o le leggi polacche. Respinse anche la cosiddetta legge eccezionale (Legge Socialista). Allo stesso tempo, però, combatté i socialdemocratici sostenendo l'elezione del liberal-conservatore Robert Lucius nel 1878 e accusando nel Reichstag la polizia di "gestire in modo maldestro la legge esistente". Un suo biografo ha parlato di "falsa opposizione".
Si schierò costantemente contro l'antisemitismo di Stöcker e del suo Partito Cristiano Sociale e condannò tutti i tentativi di privare i concittadini ebrei dei loro diritti. Per la sua difesa degli ebrei contro gli attacchi del movimento antisemita, Richter fu definito "Judenknecht" da Ernst Henrici. Richter criticò fortemente anche gli articoli antisemiti pubblicati nel Vorwärts fino a poco prima della sua morte sulla Freisinnige Zeitung.
Non poté sempre esprimersi a favore del riconoscimento dei diritti fondamentali e nel 1870 il suo partito li dichiarò "inopportuni". Nella rivista Der Volksfreund, che contribuì a sostenere, fu chiesta l'annessione dell'Alsazia-Lorena.
Secondo i contemporanei e tutti gli storici, Eugen Richter è uno dei parlamentari più caratteristici dell'epoca guglielmina. Insieme a Bismarck, Bebel e Ludwig Windthorst, fu uno dei migliori retori del Reichstag. Richter parlava sempre dal suo seggio e non andava mai al leggio. Fu il più importante oppositore del Cancelliere Bismarck in Parlamento.
Le parole di Richter: "A che serve discutere, votiamo" (1887) e "La maggioranza del Reichstag è un prodotto della paura degli elettori" (9 marzo 1887) sono presenti anche negli archivi Büchmann.

## Giornalista e pubblicista

### Giornalista

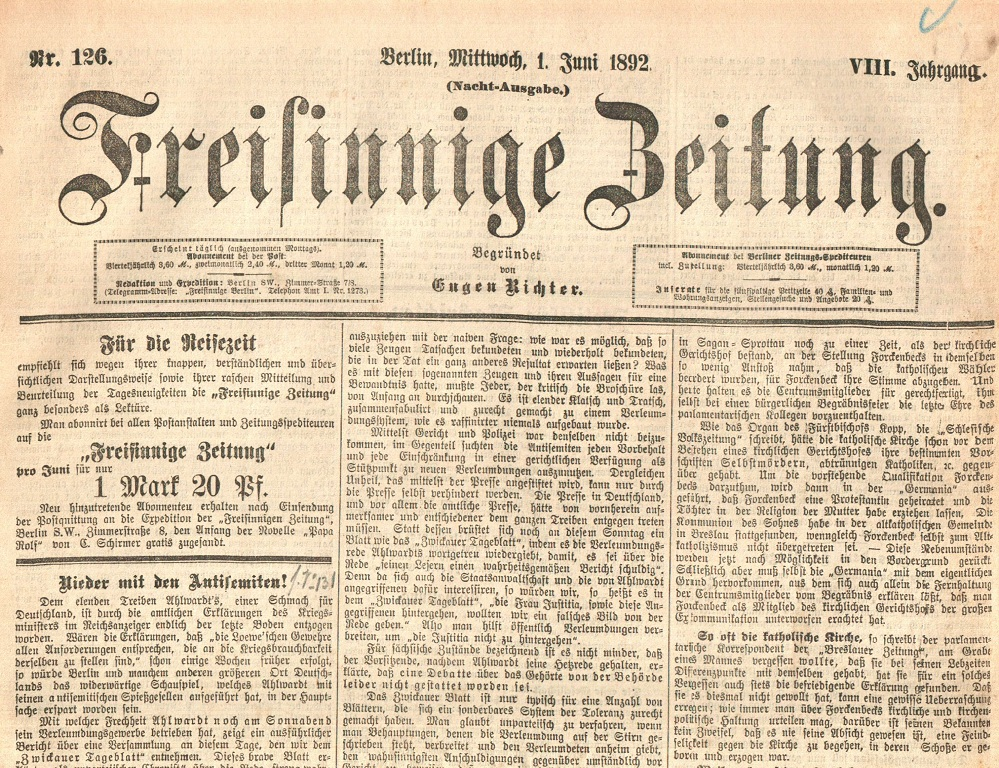
Prima pagina della Freisinnige Zeitung del 1º Giugno 1892 con parte dell'editoriale Abbasso gli antisemiti!

Richter mosse i primi passi come giornalista già ai tempi in cui era studente. Nel 1858 riuscì a pubblicare alcuni articoli presso l'Illustrirten Zeitung. I suoi articoli venivano pagati "cinque pfennig per ogni riga stampata".
Richter pubblicò articoli sul settimanale diretto da Ludolf Parisius: Der Volksfreund. Un settimanale per la città e la campagna (1867–1872). Parisius fu l'editore ed il dott. Lowe (Calbe), Richter, il dott. Max Hirsch e Moritz Wiggers furono nominati in copertina. Successivamente passò al Reichsfreund. Il nuovo settimanale per la città e la campagna. I redattori furono Hugo Hermes, Richter e Ludolf Parisius. Il titolo si riferiva ironicamente alla frequente accusa, soprattutto da parte di Otto von Bismarck, che i progressisti fossero "nemici del Reich".
Nel 1885 fondò la Freisinnige Zeitung, di cui fu editore unico e di cui scrisse quasi tutti gli articoli. La fondazione della Verlag "Fortschritt" Aktiengesellschaft fu una sua idea. Solo i membri del partito potevano diventare azionisti, per garantire che gli estranei non esercitassero alcuna influenza sulla direzione del giornale. Il valore nominale delle azioni era di 200 marchi ciascuna. Richter utilizzò il giornale per consolidare la sua "leadership autocratica", creando tensioni nel partito che alla fine contribuirono alla scissione nel 1893.
A differenza di Richter, Bebel non vedeva il suo atteggiamento nei confronti della Freisinnige Zeitung così rigido come lo stesso Richter.
Da parte del governo del Reich, le informazioni contenute nelle pubblicazioni della casa editrice "Fortschritt" vennero ufficialmente corrette dalla stampa locale in diverse occasioni.
Il noto giornalista berlinese Isidor Kastan scrive che la Freisinnige Zeitung “mancava completamente di grazia satirica” e che Richter licenziò senza preavviso il giovane Paul Schlenther con una “cartolina aperta” per una sciocchezza.
Nel complesso, la Freisinnige Zeitung registrò delle perdite, che furono compensate da una donazione di 100.000 marchi per il 50º compleanno di Richter nel 1888, da una donazione simile per il suo 60º compleanno nel 1898 e, infine, dall'eredità del fratello Paul Richter. Nel 1904 erano stati pagati debiti per un totale di circa 1 milione di marchi.

### Pubblicista
Richter scrisse numerosi pamphlet, per lo più discorsi al Reichstag o alle riunioni del suo partito. I resoconti stenografici avevano il vantaggio di non poter essere soggette a censura perché pubblicate "secondo gli atti ufficiali". Eugen Richter, come politico della sinistra liberale, sostenne la libertà di stampa, che in realtà non esisteva nel Reich tedesco. I temi principali furono i dibattiti in corso al Reichstag e alla Camera dei Rappresentanti prussiani. Gli opuscoli furono quasi tutti strutturati secondo lo stesso schema ed i loro titoli iniziavano spesso con la parola "Contro".

#### Cooperative-Schulze-Delitzsch-Lassalle
Una delle prime esperienze politiche di Eugen Richter fu il coinvolgimento nelle cooperative di consumatori ispirate a Schulze-Delitzsch. Rimase fedele a questa idea particolare per il resto della sua vita. Nel suo scritto: Die Consumvereine, ein Noth- und Hilfsbuch, für deren Gründung und Einrichtung ha sottolineato il “contrasto con Lassalle". La fondazione delle associazioni di consumatori in Germania "non proveniva da semplici operai, come in Inghilterra, ma da uomini che appartenevano alle classi più istruite", e "molte associazioni di consumatori devono la loro esistenza proprio all'incoraggiamento dei proprietari delle fabbriche". Richter propose, nel "§ 1" del suo modello di statuto, di consentire che il "profitto conseguito spettasse a ogni singolo socio (come) capitale". Richter non si preoccupò tanto dell'emancipazione dei lavoratori o della classe operaia, quanto del "principio dell'auto-aiuto e della prestazione e della controprestazione economica".
Poiché Lassalle chiese cooperative produttive con "aiuti di Stato", si trovò in opposizione al Partito del Progresso. Molto più grave, tuttavia, fu che Lassalle propose un movimento operaio indipendente, in grado di competere l'elettorato anche ai liberali. Il fatto che Lassalle avesse anche tentato di raggiungere un accordo con Bismarck, spinse Richter a pubblicare nel 1865 l'opuscolo "La storia del Partito socialdemocratico in Germania dalla morte di Ferdinand Lassalle" (in tedesco: Die Geschichte der Sozialdemokratischen Partei in Deutschland seit dem Tode Ferdinand Lassalles), dove valutò quasi esclusivamente i resoconti dei giornali dei vari gruppi scissionisti socialdemocratici dell'ADAV. La sua conclusione più importante fu che la socialdemocrazia, e quindi l'intero movimento operaio organizzato, deve la sua nascita ed esistenza esclusivamente a Bismarck.
Il credo di Richter era: "Il Partito del Progresso sotto la guida di Schulze-Delitzsch" ha "sempre cercato di contrastare la superstizione del potere dello Stato, di riferire l'individuo a se stesso e alle proprie forze e di rifiutare la responsabilità dello Stato per il benessere de'individuio”. In termini di politica economica, presumeva che "la produttività assoluta delle grandi aziende (...) fosse un grosso errore".

#### Visioni socialdemocratiche del futuro

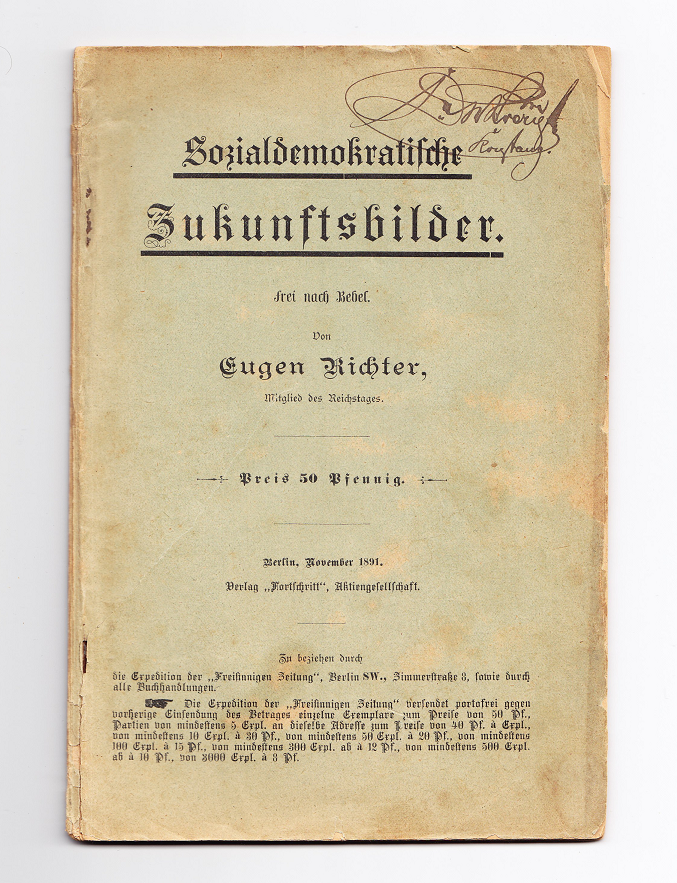
Prima pagina della visione socialdemocratica del futuro. Liberamente adattato da Bebel (novembre 1891)

Il suo più grande successo editoriale in termini di diffusione fu il libro pubblicato nel 1890: Sozialdemokratische Zukunftsbilder. Frei nach Bebel. L'ispirazione per questo titolo è venuta, da un lato, da La donna e il socialismo di August Bebel e, dall'altro, il romanzo Looking Backward 2000-1887 di Edward Bellamy. Bellamy non era un socialista, come talvolta si pensa, ma uno scrittore di fantascienza. Il successo del suo romanzo è probabilmente dovuto alla trattazione pratica dei problemi economici dell'America di fine XIX secolo. In ogni caso, il libro di Richter venne "stampato su larga scala e distribuito dai datori di lavoro ai loro dipendenti". Il libro ha raggiunto una tiratura di "254.000" copie ed è stato tradotto in "nove" lingue. Al Reichstag giustificò la pubblicazione del libro affermando che: "Solo l'abrogazione della legge socialista ha reso nuovamente possibile questa critica, perché si può criticare con successo ciò di cui è vietata la riproduzione o la difesa.
In questo libro Eugen Richter descrisse uno scenario distopico che sarebbe emerso dopo una rivoluzione socialdemocratica: una "dittatura educativa", controlli statali onnipresenti e persino la nazionalizzazione delle "doti" individuali. "Tutti i titoli di Stato (...) e le banconote sono stati dichiarati nulli", i mobili vengono confiscati. Ralph Raico, uno storico liberale, giudica le visioni del futuro di Richter come segue: “Bisogna ammettere che le osservazioni di Richter non mettono in luce alcun talento poetico prima insospettato. La rappresentazione si basa troppo sulle emozioni legate alle difficoltà familiari che dovrebbero derivare dal nuovo sistema socialista. Si pone troppa enfasi sulla nozione di uguaglianza economica quasi perfetta, che in realtà non è una componente essenziale del socialismo. Richter, tuttavia, fu in grado di prevedere con notevole chiarezza molte delle caratteristiche di una forma di governo marxista. [...] Richter aveva anche previsto che il tentativo del socialismo di basare tutta la vita economica sulla pianificazione centrale, nonostante tutti i discorsi di “cooperative”, ecc., avrebbe richiesto il controllo centralizzato da parte dello Stato. Nella sua piccola visione socialdemocratica del futuro, Richter ha dipinto un quadro fedele di ciò che interi popoli hanno avrebbero dovuto imparare attraverso esperienze dolorose, vale a dire che il progetto socialista avrebbe portato alla distruzione della società civile.
L'accoglienza dei socialdemocratici interessati dalla critica di Richter fu naturalmente sempre critica in quel periodo. Il quotidiano satirico socialdemocratico Der Wahre Jacob sintetizzò le parole chiave di Richter: "'eresie' - 'benefattori' - 'abolizione della libertà personale' - 'stato coercitivo e di polizia' - 'fantasmagoria' - 'chimere' - 'confusione generale' - 'agitatori' - 'malcontento' - 'odio di classe' - 'plebaglia' - 'classi possidenti' - 'nessuna informazione' - 'stato futuro'". I socialdemocratici risposero vigorosamente con diversi opuscoli. Tuttavia, il libro di Richter non ebbe alcun impatto reale sugli elettori socialdemocratici, tanto che già nel 1892 Mehring si lamentò del fatto che la stampa del suo stesso partito socialdemocratico non tenesse "in alcun conto" i suoi scritti.

#### Libro dell'ABC della politica
In un compendio, Richter presentò le sue posizioni e la sua direzione politica in articoli disposti in ordine alfabetico. Egli attribuì particolare valore al sostegno polemico nei confronti degli altri partiti, ma soprattutto dell Partito socialdemocratico. Fu pubblicato per la prima volta nel 1881 con il titolo "Libro ABC per elettori liberali" (in tedesco: ABC-Buch für freisinnige Wähler), nel 1884 e nel 1885 venne pubblicato col nome di "Nuovo libro ABC per elettori liberali" (in tedesco: Neues ABC-Buch für freisinnige Wähler), nel 1889 e nel 1890 tornò al titolo originario del 1881. Nel 1892, non più anonimo, venne pubblicato col titolo di "Libro ABC della politica. Un'enciclopedia delle questioni e delle controversie parlamentari" (in tedesco: Politisches ABC-Buch. Ein Lexikon parlamentarischer Zeit- und Streitfragen). La decima ed ultima edizione apparve nel 1903. Nella prefazione all'ottava edizione del 1898, Richter scrisse che questo libro "(discute) le singole questioni dal mio punto di vista personale (...) quindi può (...) altrettanto poco (...) fornire interpretazioni obbligate del punto di vista liberale (...)". Il libro fu finanziato da pubblicità a tutta pagina di banche e compagnie di assicurazione. Oltre alle parole chiave ordinate alfabeticamente, che venivano attualizzate alla situazione politica presente alla redazione del volume, Richter stabilì anche le priorità topiche, come "La flotta tedesca" nel 1898 o "La legge sulle tariffe doganali del 1902" nell'edizione del 1903.
Questo manuale per politici liberali è spesso indicato come l'idea originale di Richter. L'ispirazione a questa pubblicazione, tuttavia, venne da uno scritto di August Bebel del 1873, concepito in modo simile, che nelle sue memorie annotò un viaggio in treno con Richter negli anni Novanta del XIX secolo. Fu la prima discussione personale che non ebbe luogo in coram populo: " A quel punto decise di portare avanti l'idea, seppur in forma diversa, anche per il suo partito (...) Ero un po' orgoglioso in quel momento di sedere di fronte al mio tanto vituperato avversario politico come insegnante".
Nel 1884 Richter sostenne al Reichstag che era "per dirla senza mezzi termini una questione di potere per il prossimo futuro" perché non era in gioco solo la legge socialista. Si trattava di stabilire se il liberalismo avesse ancora un futuro o se Bismarck riuscirà a “murare il futuro del liberalismo” durante la campagna elettorale.
Nel 1898 Eugen Richter affermava, a proposito del tema distacco (in tedesco: Abkommandierung): "Oggi si sostiene falsamente da parte socialdemocratica che nel 1884 sarebbe stata possibile una maggioranza contro l'estensione della legge socialista se i liberal-democratici che erano assenti al voto fossero stati presenti e avessero votato contro la legge. — Anche questo non è corretto. Anche se tutti i 13 membri mancanti del Partito Liberale fossero stati presenti alla votazione e avessero votato contro l'estensione della legge socialista, la legge socialista sarebbe stata comunque prorogata con 183 voti contro 158 + 13 = 171 voti, ovvero con una maggioranza di 12 voti. Dei 13 membri assenti dei 100 votanti, 2 erano assenti per malattia, 3 per congedo, 4 per giustificato motivo e 4 non giustificati. Tra i non giustificati, un membro era malato da mesi e un altro era in coppia con un conservatore.
Ludwig Bamberger descrive nei suoi diari che il 5 maggio 1884, durante una consultazione in un comitato ristretto, Richter "con molta freddezza (tirò fuori) un foglio di carta con i calcoli di probabilità sul numero di voti che il nostro gruppo parlamentare avrebbe dovuto fornire per l'approvazione della legge". Poiché il Partito di Centro si è comportato in modo simile ai Liberali, 26 Liberali hanno votato a favore della legge, 13 sono stati i dissenzienti. Complessivamente la legge è stata approvata con 189 voti favorevoli e 157 contrari.
Un anno dopo, in seguito alla proroga della legge eccezionale contro la socialdemocrazia, furono diffuse sui giornali locali notizie simili alla seguente:«Come è noto, subito dopo la votazione sulla legge di proroga della validità della legge socialista, lo scorso maggio, si è saputo che i liberal-democratici, pur opponendosi alla legge, hanno "comandato" alcuni dei loro per impedirne il rigetto, nel timore che una bocciatura potesse arrecargli danno. Subito dopo le elezioni, la questione è stata sollevata di nuovo in una riunione del partito a Berlino, ma smentita dai leader dei "Freisinnigen". Recentemente, durante la discussione del rapporto annuale sull'attuazione della legge socialista, la questione è stata sollevata al Reichstag, e qui il signor Eugen Richter ha colto l'occasione per spiegare che né il signor mp. Kempffer (che era stato citato come testimone), né altro membro del Partito Liberale hanno ricevuto una richiesta dall'esecutivo del partito di non presentarsi in aula. Ora, però, l'ex parlamentare liberale Kämpffer rivela che il mp. Günther-Berlin e altri 10 o 12 colleghi hanno ricevuto una lettera identica firmata "i. A.: Dr. Hermes", in cui si affermava "che la loro presenza alla votazione sulla legge socialista non è necessaria" e che il Dr. O. Hermes, alla domanda di Kämpffer su chi avesse scritto queste lettere, ha risposto: "Ebbene, a nome di Eugen". Ora, come già detto, Eugen Richter ha negato che tali lettere siano state scritte a nome dell'esecutivo del partito. Da ciò ne consegue o che il signor Eugen Richter ha detto il falso, oppure che compare in due ruoli a seconda delle necessità, a volte come dirigente di partito, a volte come privato cittadino, e che usa il mantello dell'invisibilità come privato quando è responsabile in qualità di dirigente di partito. È abbastanza conveniente».

## Al Reichstag e alla Camera dei Rappresentanti prussiani

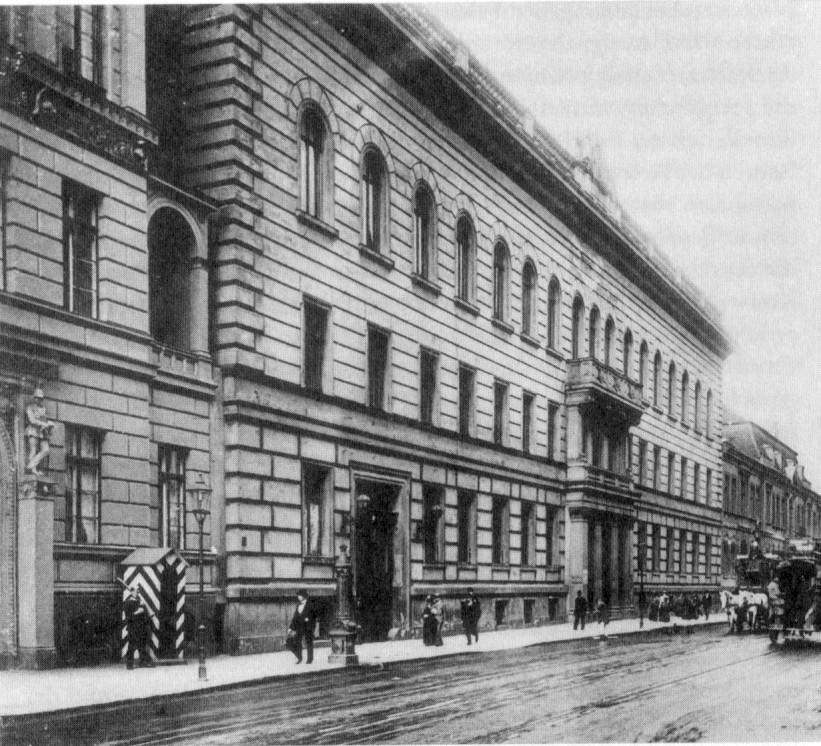
Il "vecchio Reichstag" (Leipziger Str. 4), dove Richter lavorò dal 1871 al 1884

Dal 1869 al 1906 Richter fu membro della Camera dei rappresentanti prussiana, eletto con il suffragio di tre classi. Nel febbraio 1867 fu eletto al Reichstag della Confederazione Tedesca del Nord per Nordhausen e nel 1871 al Reichstag dell'Impero Tedesco per il collegio elettorale del Principato di Schwarzburg-Rudolstadt. Dal 1874 al 1906 rappresentò il collegio elettorale Arnsberg 4 (Hagen-Schwelm). Alle elezioni ordinarie del Reichstag dell'agosto 1867, tuttavia, fallì nel ballottaggio contro Georg von Bunsen nel collegio elettorale di Solingen.
Le sue diverse affiliazioni partitiche riflettono la storia del liberalismo tedesco del XIX secolo. Richter si iscrisse al Partito del Progresso nel 1867. Nel marzo 1884 il Partito del Progresso si fuse con l'Unione Liberale per formare il Partito Liberale Tedesco, sotto la guida di Franz August Schenk Freiherr von Stauffenberg (1884–1893), che rappresentava quelle forze del partito che si aspettavano che il principe ereditario Friedrich, in seguito “Imperatore dei 99 giorni" Federico III, perseguisse politiche liberali dopo Bismarck. Dopo lo scioglimento del Partito Liberale, nel 1893, Richter divenne il leader dell'appena costituito Partito Popolare Liberale, che continuò la tradizione del Partito del Progresso, ma che non fu in grado di continuare i suoi antichi successi ed in conclusione si fuse col Partito Popolare Progressista nel 1910.
All'inizio, Richter non ha avuto un ruolo particolare nel suo partito e nel suo gruppo parlamentare. Leopold von Hoverbeck, Wilhelm Loewe-Calbe, Franz Duncker, Rudolf Virchow e Albert Hänel furono i principali rappresentanti del partito. Richter ottenne i suoi primi meriti quando, nel 1867, guidò la campagna elettorale come plenipotenziario generale nel distretto amministrativo di Düsseldorf con una sistematicità ed una spietatezza fino ad allora sconosciuti. Inoltre, nello stesso anno attirò l'attenzione perché rifiutò la costituzione della Confederazione della Germania del Nord. Dopo la morte di Hoverbeck nell'agosto 1875, Richter inizialmente entrò in competizione con Saucken-Tarputschen, Hänel e Duncker per la leadership del partito. Essendo l'unico politico di professione, riuscì infine a prevalere sui suoi rivali e diventare il capogruppo parlamentare del Partito del Progresso al Reichstag. Dal gennaio 1884 Richter avviò trattative segrete con i secessionisti del Partito Liberale Nazionale e fu eletto "Presidente del Comitato Esecutivo" del Partito Liberale Tedesco nel marzo 1884. Quando Richter divise il suo partito nel maggio 1893 a causa della legge sull'esercito di Caprivi, divenne presidente del nuovo Partito Popolare Liberale.

### Deputato del Partito del Progresso Tedesco (1867–1884)

#### Risultati delle elezioni e commissioni
- Per la I legislatura (febbraio-agosto 1867) del Reichstag, fu eletto nella circoscrizione di Nordhausen. Alle elezioni del Reichstag del febbraio 1867 fu uno dei 297 deputati. Il Partito del Progresso aveva 29 deputati, pari al 6,4% dei seggi.
- Elezione alla Camera dei Rappresentanti prussiana 16 gennaio 1870. 49 seggi su 432 membri, pari all'11,34%. Richter è stato eletto nella circoscrizione di Hagen.
- Per la III legislatura (marzo 1871 - gennaio 1874) del Reichstag, fu eletto nella circoscrizione di Schwarzburg - Rudolstadt con il 50,47% al primo scrutinio secondo il sistema di voto a maggioranza assoluta, ma solo con un vantaggio di "21 voti". Alle elezioni del Reichstag del 1871 fu uno dei 382 deputati. Il Partito del Progresso aveva 45 deputati, pari all'11,84% dei seggi. Richter ha fatto parte dei seguenti comitati: Commissione Bilancio; Bilancio federale; Contributi di immatricolazione e ha parlato dei seguenti argomenti: Contributi di immatricolazione per il 1869 e bilancio statale per il 1871.
- Elezione alla Camera dei rappresentanti prussiana il 4 gennaio 1873. 68 seggi su 432 membri, pari al 15,74%. Richter è stato eletto nella circoscrizione di Hagen.
- Per la IV. legislatura (gennaio 1874 - gennaio 1877) del Reichstag, fu eletto nella circoscrizione di Hagen con il 53,82% al primo scrutinio. Alle elezioni del Reichstag del 1874 fu uno dei 397 deputati. Il Partito del Progresso aveva 49 deputati, pari al 12,3% dei seggi. Richter ha fatto parte delle seguenti commissioni: contebilità generale, entrate e spese e ha preso la parola per la votazione: Legge militare imperiale e sul bilancio imperiale.
- Elezione alla Camera dei Rappresentanti prussiana 27 ottobre 1876. 63 seggi su 433 membri, pari al 14,55%. Richter è stato eletto nella circoscrizione di Hagen.
- Per la V legislatura (gennaio 1877-luglio 1878) del Reichstag, fu eletto nella circoscrizione di Hagen con il 37,7% al primo scrutinio e con il 53,3% al ballottaggio. Alle elezioni del Reichstag del 1877 fu uno dei 397 deputati. Il Partito del Progresso aveva 35 deputati, pari all'8,8% dei seggi. Richter ha fatto parte dei seguenti comitati: Bilancio del Reich.
- Dal 1876 al 1877 Richter fu anche membro del consiglio comunale di Berlino.
- Per la VI legislatura (luglio 1878 - ottobre 1881) del Reichstag, fu eletto nella circoscrizione di Hagen con il 42,04% al primo scrutinio e con il 53,3% al ballottaggio[101]. Alle elezioni del Reichstag del 1878 fu uno dei 397 deputati. Il Partito del Progresso aveva 26 deputati, pari al 6,5% dei seggi. Richter ha fatto parte dei seguenti comitati: Bilancio del Reich.
- Elezione alla Camera dei Rappresentanti prussiana il 7 ottobre 1879. 38 seggi su 433 membri, pari all'8,78%. Richter è stato eletto nella circoscrizione di Berlino IV.
- Per la VII legislatura (ottobre 1881 - ottobre 1884) del Reichstag, fu eletto nella circoscrizione di Hagen con il 60,34% al primo scrutinio[102]. Alle elezioni del Reichstag del 1881 fu uno dei 397 deputati. Il Partito del Progresso aveva 60 deputati, pari al 15,1% dei seggi. Richter ha fatto parte delle seguenti commissioni: La Commissione per il bilancio imperiale e la Commissione per il bilancio, nonché la Commissione per la legge sulle pensioni militari. Il 5 marzo 1884 fu fondato il Partito Liberale Tedesco, al quale Eugen Richter aderì.
- Elezione alla Camera dei Rappresentanti prussiana 26 ottobre 1882. 38 seggi su 433 membri, pari all'8,78%. Richter è stato eletto nella circoscrizione di Hagen.

#### Politico del Partito del Progresso

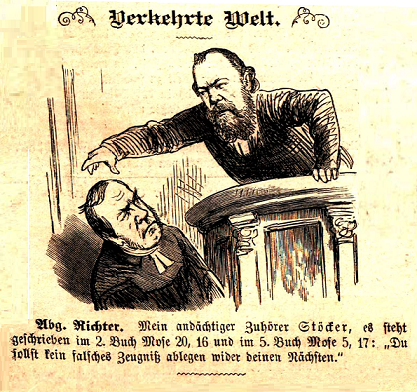
Mondo sbagliato. Eugen Richter rimprovera il cappellano di corte Adolph Stöcker: "Non devi testimoniare il falso contro il tuo prossimo". Da: Vespe di Berlino, 8 giugno 1881.

Come la maggior parte dei suoi connazionali e parlamentari, ad eccezione di August Bebel e Wilhelm Liebknecht, Richter fu un fervente patriota durante la guerra franco-prussiana. Poco dopo l'inizio della guerra, nel 1870, Virchow organizzò il primo "treno medico" (settembre 1870) in Francia e Richter vi partecipò come "amministratore del materiale".
Oltre alla Legge socialista e alle sue estensioni, Bismarck avviò la sua politica tariffaria protettiva a partire dal 1878/79. Ciò implicò l'imposizione di dazi sul grano e sul ferro. Richter invitò Bismarck a considerare gli "svantaggi degli oneri fiscali" affermando:
(Eugen Richter, Verhandlungen des Deutschen Reichstags)
Con la pubblicazione, nel 1879, dell'articolo "Le nostre prospettive" (in tedesco: Unsere Aussichten) di Heinrich von Treitschke nei Preußische Jahrbücher e dei discorsi del cappellano di corte Adolph Stöcker, che con il suo Partito Cristiano-Sociale cercò di istituire uno Stato di Dio cristiano-tedesco come Stato corporativo, l'antisemitismo subì un'impennata. La controversia sull'antisemitismo (1879-1881) preparò il terreno per una violenta campagna antisemita. Richter disse al parlamento prussiano il 22 ottobre 1880: «No, signori, voi colpite gli ebrei mentre vorreste i liberali». E poi continuò: «Signori, io sono conosciuto come uno che ha combattuto il movimento socialdemocratico fin dall'inizio ed in tutte le sue fasi nel modo più feroce e risoluto; ma devo dire che: ai miei occhi, il movimento cristiano-sociale è molto più pernicioso, molto più pericoloso di quello socialdemocratico». Lo storico Klaus-Dieter Weber sottolinea l'atteggiamento di Richter su questo tema citandolo: «È proprio questo l'aspetto particolarmente perfido dell'intero movimento: mentre i socialisti si limitano a voltare le spalle ai ceti economicamente più abbienti, qui si alimenta l'odio razziale, ossia qualcosa che l'individuo non può cambiare ed a cui si può porre fine solo picchiandolo a morte o mandandolo oltre confine.

### Membro del Partito Liberale Tedesco (1884–1893)

#### Risultati delle elezioni e commissioni

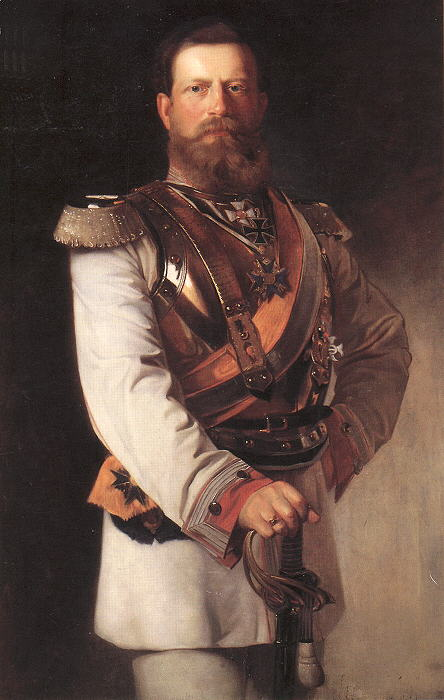
Federico III. – poiché nel 1884 fu il primo a inviare un telegramma di congratulazioni, il Partito Liberale Tedesco fu chiamato “Partito del Principe ereditario”.

- Per l'VIII Periodo legislativo (ottobre 1884-febbraio 1887) del Reichstag, era nel collegio elettorale di Hagen con 52,21 % eletti al primo scrutinio.[112] Nelle elezioni del Reichstag del 1884 fu uno dei 397 deputati. Il Partito Liberale Tedesco aveva 67 deputati, i. H. 16.9 % di seggi. Richter ha fatto parte dei seguenti comitati: Peacekeeping Presence Strength, Mail Steamship Connections e Spirits Monopoly .
- Elezione alla Camera dei rappresentanti prussiana novembre 1885. 40 seggi su 433 membri, ovvero 9,24 %. Richter è stato eletto nel collegio di Hagen.
- Per il nono Periodo legislativo (febbraio 1887-febbraio 1890) del Reichstag, era nel collegio di Hagen con 51,55 % eletti al primo scrutinio. Nelle elezioni del Reichstag del 1887 fu uno dei 397 deputati. Il Partito Liberale Tedesco aveva 32 deputati, i. H. 8.1 % di seggi. Richter è stato membro dei seguenti comitati: Reich Budget, Coscription e Customs Tariff Laws.
- Elezione alla Camera dei rappresentanti prussiana novembre 1888. 29 seggi su 433 membri, ovvero 6,7 %. Richter è stato eletto nel collegio di Hagen.
- Per la decima legislatura (febbraio 1890-giugno 1893) del Reichstag fu eletto nel collegio di Hagen con 56,08 % eletti al primo scrutinio. Alle elezioni del Reichstag del 1890 fu uno dei 397 deputati. Il Partito Liberale Tedesco aveva 68 deputati, i. H. 16.6 % di seggi. Richter è stato membro dei seguenti comitati: monumenti, forza della presenza in tempo di pace, bilancio del Reich e tassa sullo zucchero . Nel maggio 1893 il Partito Liberale Tedesco si divise e Richter divenne presidente del Partito Popolare Progressista.

#### Politico del Partito Liberale Tedesco

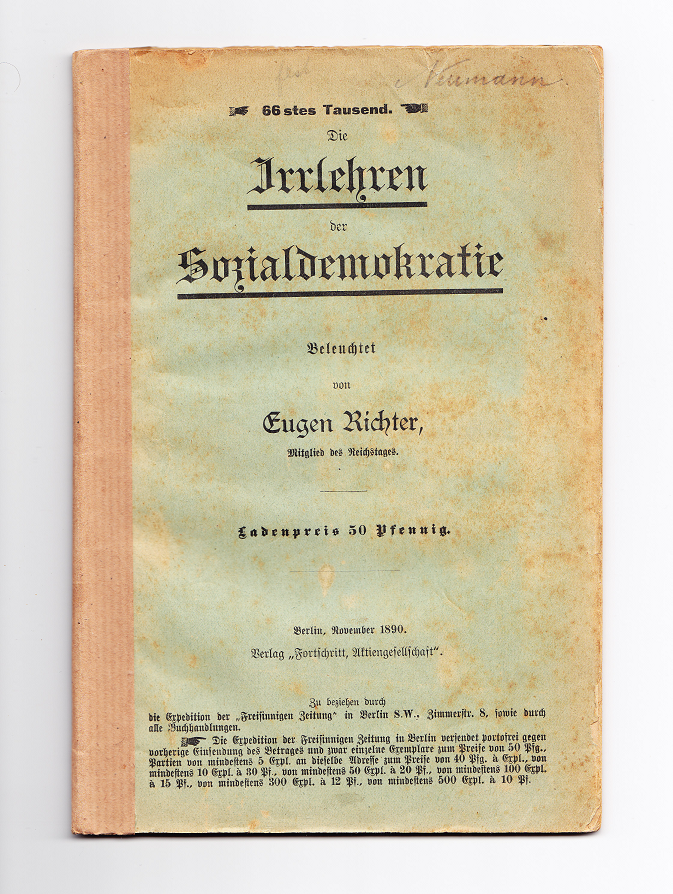
Frontespizio de "Le eresie della socialdemocrazia miniato da Eugen Richter". 66a migliaia, novembre 1890.

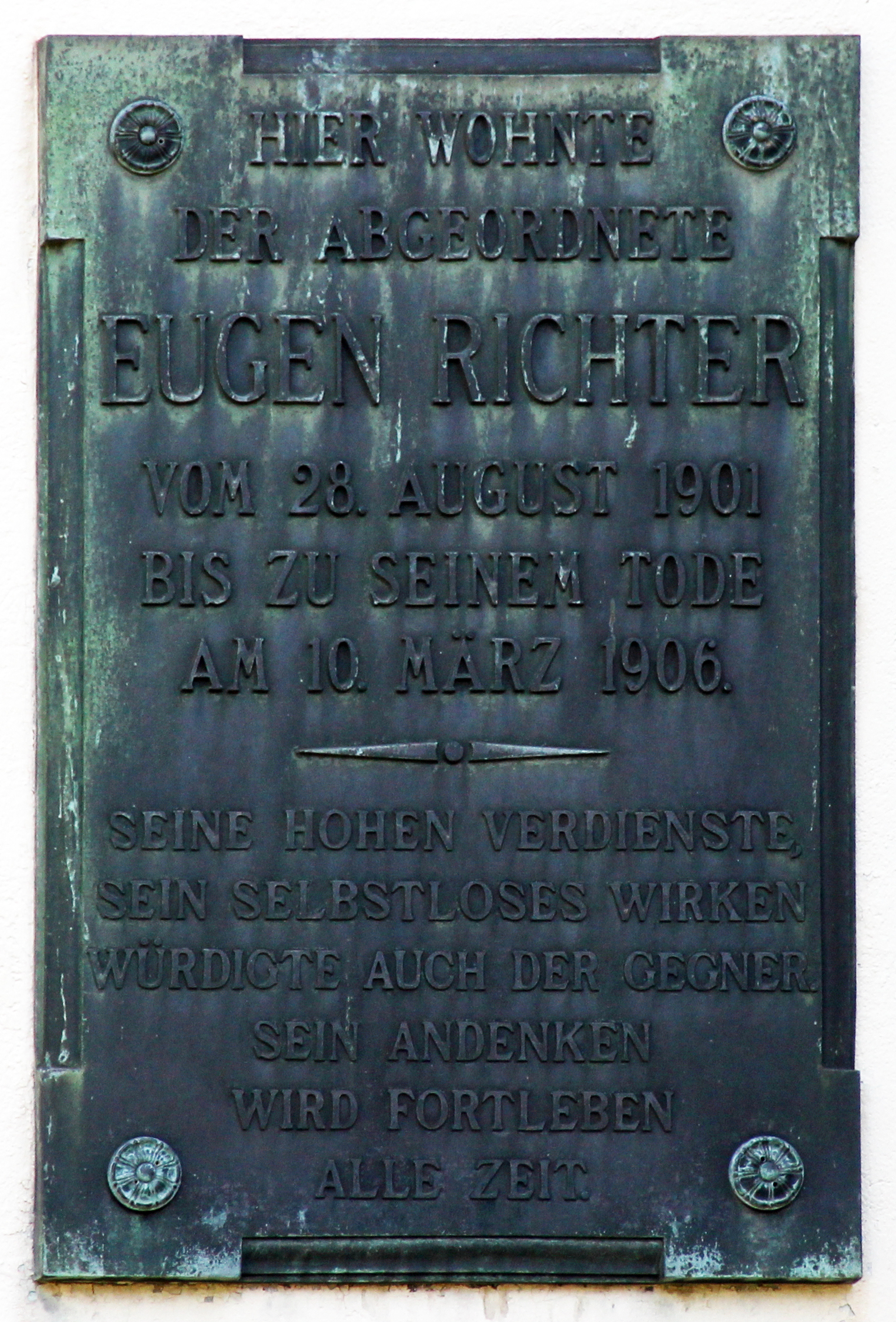
Targa commemorativa presso la casa, Kadettenweg 35, a Berlino-Lichterfelde

Accanto alla legge socialista, con la quale Bismarck intese schiacciare la socialdemocrazia, sviluppò il suo socialismo di stato. Il punto più importante fu la legge sull'assicurazione contro gli infortuni. Richter criticò la legge come "antidemocratica" e "socialmente autocratica". Richter vide questa assicurazione come "obbligatoria", il che era in contrasto con le sue idee liberali.
Nel 1885 Richter votò contro i sussidi per le navi a vapore, "in parte per motivi finanziari".
Riguardo l'imposta sugli alcolici, Richter criticò l'esistenza di “un'intera catena di misure legislative, tutte calcolate per conferire vantaggi a una certa classe di distillatori.
Per quanto attiene all'estensione del periodo elettorale da tre a cinque anni, Richter affermò che "estendendo il periodo elettorale, il legame tra elettori ed eletti si allenta ed indebolisce il sostegno dei rappresentanti tra il popolo".
Quando Bismarck si dimise nel 1890, Richter scrisse nella sua Freisinnige Zeitung: “Il fatto che un quinto della popolazione tedesca abbia votato per un partito repubblicano nelle ultime elezioni è principalmente il risultato del sistema di governo di Bismarck, che era fin troppo adatto a sollevare artificialmente la socialdemocrazia, ora con la carota offerta, ora con il bastone utilizzato". Le sue dichiarazioni evidenziano come trascurasse che il rapido sviluppo della società e dell'industria stessa avevano prodotto il movimento operaio nel Reich tedesco ed in Europa. Subito dopo l'abrogazione della legge socialista, Richter tenne un discorso nel suo collegio elettorale di Hagen e pubblicò il suo scritto Le eresie della socialdemocrazia (in tedesco: Die Irrlehren der Sozialdemokratie).
Nel 1893 sorse una controversia sulla nuova legge militare di Caprivi. Si trattava di ridurre il servizio militare da tre a due anni. Eugen Richter si oppose. Il partito si sciolse e si divise nella "Associazione Liberale", composta dai membri che avevano approvato il progetto di legge del governo, e nel "Partito Popolare LLiberale". Il Kladderadatsch commentò così lo scioglimento del Partito Liberale Tedesco: "'Questa volta bisognerà fare le cose per bene!' disse Eugen e fece saltare in aria il Partito Liberale Tedesco poco prima dello scioglimento del Reichstag.

### Membro del Partito Popolare Liberale (1893-1906)

#### Risultati delle elezioni e commissioni
- Per l'XI legislatura (giugno 1893 - giugno 1898) del Reichstag, fu eletto nella circoscrizione di Hagen con il 38,9% al primo scrutinio e con il 59,82% al ballottaggio. Il Partito Popolare Progressista ottenne 24 rappresentanti, pari al 6,0% dei seggi. Richter fece parte delle seguenti commissioni: Bilancio del Reich, Imposta di bollo del Reich, Imposta sul tabacco e Imposta sullo zucchero.
- Elezione alla Camera dei Rappresentanti prussiana 7 novembre 1893. 14 seggi su 433 membri, pari al 3,23%. Richter fu eletto nel collegio di Berlino II.
- Per la XII legislatura (giugno 1898 - giugno 1903) del Reichstag, fu eletto nella circoscrizione di Hagen con il 33,8% al primo scrutinio e con il 63,78% al ballottaggio. Il Partito Popolare Progressista ottenne 29 rappresentanti, pari al 7,3% dei seggi. Richter fece parte della commissione Bilancio del Reich.
- Elezione alla Camera dei Rappresentanti prussiana il 3 novembre 1898. 26 seggi su 433 membri, cioè il 6,00%. Richter è stato eletto nel collegio elettorale di Hagen.
- Per la XIII legislatura (giugno 1903 - giugno 1906) del Reichstag, fu eletto nella circoscrizione di Hagen con il 29,7% al primo scrutinio e con il 58,29% al ballottaggio. Il Partito Popolare Progressista ottenne 21 rappresentanti, pari al 5,2% dei seggi. Richter fece parte della commissione per i conti.
- Elezione alla Camera dei Rappresentanti prussiana 20 gennaio 1903. 24 seggi su 433 membri, pari al 5,54%. Richter è stato eletto nel collegio elettorale di Hagen.

#### Leader del Partito Popolare Liberale
Anche dopo le dimissioni di Bismarck nel 1890, Richter continuò la sua lotta personale contro di lui. In occasione dell'ottantesimo compleanno del cancelliere, il 23 marzo 1895 i partiti del Reichstag respinsero, 163 voti contro 146, una mozione per onorare il vecchio Cancelliere del Reich. La Camera dei Rappresentanti prussiana, tuttavia, adottò questa mozione.
Dopo lunghe discussioni al Reichstag, fu approvata una "legge sulla margarina". Richter commentò questa legge in modo molto dettagliato nel suo ABC-Buch - ben quattro pagine - giungendo alla conclusione: "Ma sia come sia, per il bene dei produttori di burro, le classi meno abbienti non devono essere private di un mezzo di nutrizione più economico ed allo stesso tempo sano".
Rigettò la cosiddetta Umsturzvorlage del 1894/95, la “piccola legge socialista”.
Nel 1897 Eugen Richter giunse alla conclusione: "L'unica cosa giusta da fare sarebbe l'abrogazione graduale dell'intera legge sull'assicurazione per la vecchiaia e l'invalidità".
A causa dell'assassinio di due missionari, Kiautschou fu occupata nel 1897. Durante un dibattito al Reichstag il 31 gennaio 1899 Eugen Richter ribaltò l'atteggiamento del suo partito sulla questione coloniale. "Signori, non giudico Kiautschou in modo sfavorevole come faccio per la politica coloniale in Africa. (...) che interesse avremmo a dominare i cinesi? Vogliamo solo guadagnare da loro, niente di più. Solo gli interessi economici vengono messi in discussione nei loro confronti". Quando Guglielmo II affermò nel suo famoso "Discorso degli Unni" del 27 luglio 1900: "Proprio come mille anni fa gli Unni si fecero un nome sotyto il loro re Etzel, il che li fa ancora apparire formidabili nella tradizione, così possa il nome Germania essere confermato in Cina in modo tale che mai più un cinese osi anche solo guardare con sospetto un tedesco", Richter si oppose. “Il riconoscimento della necessità di un dispiegamento militare del potere non implica il riconoscimento di tutte le misure politiche cinesi. (...) Per quanto riguarda l'annuncio che questa campagna deve essere una campagna di vendetta, (...) questa affermazione non corrisponde alle opinioni cristiane.
Nel 1896 un incremento della dimensione della flotta fu nuovamente respinto dal Reichstag. Due anni dopo, tuttavia, una prima legge sulla flotta fu approvata dal Reichstag con i voti contrari dei socialdemocratici, del Partito Popolare Liberale, delle minoranze nazionali e di una piccola parte del Centro. Eugen Richter scrisse una serie di pamphlet, in quanto ravvisò nel rapporto con l'Inghilterra un pericolo che avrebbe potuto portare ad un conflitto armato.
"Il 'capovolgimento' nei dibattiti sulle tariffe doganali nel 1902" fu compiuto da Eugen Richter, l'unico nel suo partito ad accettare la proposta del deputato Herold, che proponeva solo una riduzione insufficiente delle più importanti tariffe sui cereali. In tal modo Richter si isolò all'interno del suo partito ed al contempo rivide la sua precedente posizione sull'imposizione di tariffe doganali.

## Gli ultimi anni
Tra il 1892 e il 1896, Eugen Richter scrisse la sua autobiografia, "Jugenderinnerungen" e "Im alten Reichstag" (2 voll.), Che furono pubblicate dalla casa editrice affiliata al partito "Fortschritt, Aktiengesellschaft", co-fondata da Eugen Richter.
Verso la fine della sua carriera politica, quando lui e il suo partito avevano perso sempre più influenza, riassunse la sua massima politica in un discorso in onore di Virchow: "È merito nostro se siamo diventati meno perché non siamo mai scesi a compromessi".
Negli ultimi anni della sua vita fu in corrispondenza con il suo successore nel Partito Popolare Liberale Hermann Müller-Sagan (1899-1904). Infine, nel 1901, il sessantatreenne Richter sposò la vedova del suo defunto collega Ludolf Parisius. Nel 1903, Richter si ammalò di reumatismi e di una malattia agli occhi, tanto che dovette rinunciare al suo mandato (1904/1905). Morì il 10 marzo 1906 a Groß-Lichterfelde-West, Sternstraße 62.
Eugen Richter fu sepolto il 13 marzo nel cimitero di Luisenstadt a Kreuzberg. Sulla tomba è stato posto un busto-ritratto di Richter realizzato dallo scultore Ernst Wenck. Il 13 ottobre 1983 fu esumato e le sue spoglie furono trasferite a Hagen, dove furono poi sepolte nel cimitero di Delsterner. Gli è stata dedicata una tomba d'onore, che viene curata dalla città di Hagen.

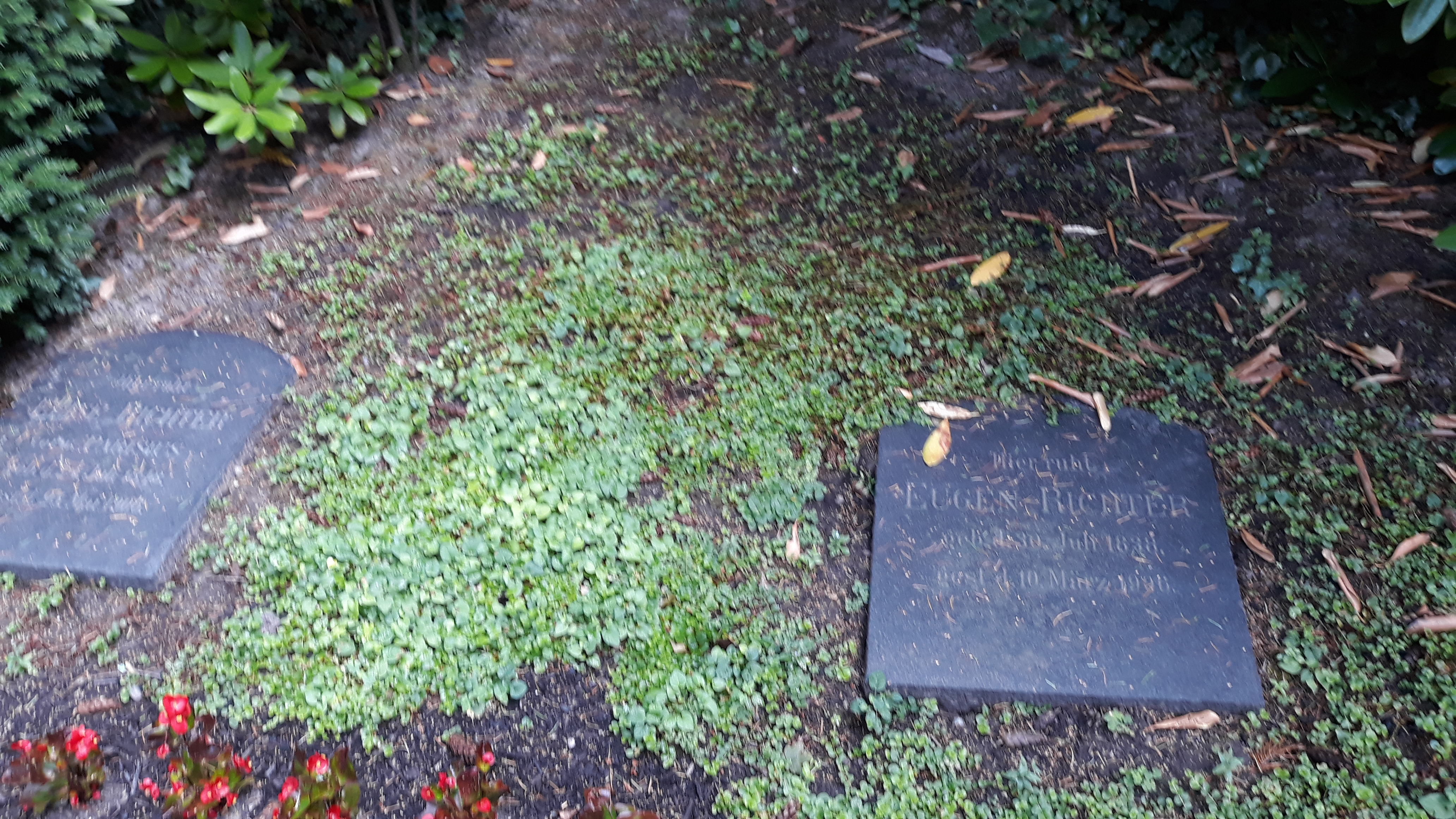
Le lapidi di Eugen Richter e di sua moglie Elise vedova Parisius nel cimitero Delstern di Hagen.

La sua morte suscitò un'eco variegata nella stampa contemporanea, da parte della sinistra liberale nella Deutsche Presse, dal membro dell'Associazione Liberale Friedrich Naumann, dal lato ebraico attraverso Adolf Friedemann, attraverso il pubblicista liberale e ammiratore di Bismarck Maximilian Harden e naturalmente dal socialdemocratico Franz Mehring.

## Riconoscimenti
Olaf Gulbransson ha pubblicato un ritratto caricaturale di Eugen Richter in Simplicissimus nella serie "Galleria dei contemporanei contemporanei IX".
Il consigliere comunale Max Loesenbeck tenne un discorso il 9 giugno 1911 alla posa della prima pietra della torre, realizzata in occasione del 50º anniversario della fondazione del Partito del Progresso.
In suo onore, il 22 ottobre 1911 fu inaugurata una torre Eugen Richter nel suo ex collegio elettorale di Hagen, finanziata dal "Fondo Eugen Richter" (1910).
Il progetto di una statua in bronzo, che doveva costare 36.000 marchi e che inizialmente doveva essere eretta sulla Dönhoffsplatz di Berlino, alla fine non si realizzò per motivi finanziari.
Una Eugen-Richter-Straße, a lui intitolata, esiste a Beeskow, Beichlingen, Berlin-Kaulsdorf, Bernburg, Dortmund, Düsseldorf, Erfurt, Hagen, Kassel, Karlsruhe, Kölleda, Mannheim, Oldenburg, Rietz-Neuendorf, Schönaich ea Worms.
Una targa commemorativa è apposta sulla sua abitazione di un tempo a Berlino-Lichterfelde, in Kadettenweg 35.

## Giudizi contemporanei e storici
(Neue Freie Presse, Wien, 30. September 1881, S. 4.)
(Otto von Bismarck (1894))
(Theodor Fontane: Effi Briest. 1896, 13. Kapitel, Digitalisat.)
(Hieronymum: Ein politisch Lied. In: Simplicissimus. 2 Jg. 1897. Nr. 19, S. 146.)
(Franz Mehring: Geschichte der Sozialdemokratie (1902))
(Adolf Friedemann: Eugen Richter, 1906, S. 11–12.)
(Felix Rachfahl (1912), zitiert nach Max Schippel, S. 718.)
(Heinrich Mann, 'Der Untertan, 1914, S. 445–446. Digitalisat)
(Übersetzt nach Emile Wetterlé: Behind the Scenes in the Reichstag, New York, 1918, S. 47–48.)
(Das deutsche Volk vor Schaden zu bewahren. Günter Gaus im Gespräch mit Ludwig Erhard 10. April 1963.)
(H. Müller/ Helmuth Stoecker (1963), S. 392.)
(Thomas Nipperdey: Die Organisation der deutschen Parteien vor 1918, Düsseldorf 1961, S. 210–211.)
(Hans Herzfeld (1963), S. 33–34.)
(Biographisches Wörterbuch zur Deutschen Geschichte (1974) Spalte 2320)
(Gustav Seeber (1978), S. 316.)
(Ina Susanne Lorenz (1981), S. 237.)
(Ernst Engelberg: Bismarck. Das Reich in der Mitte Europas. Berlin 1990, S. 399.)
(Ralph Raico (1999), S. 151.)